# Glätter

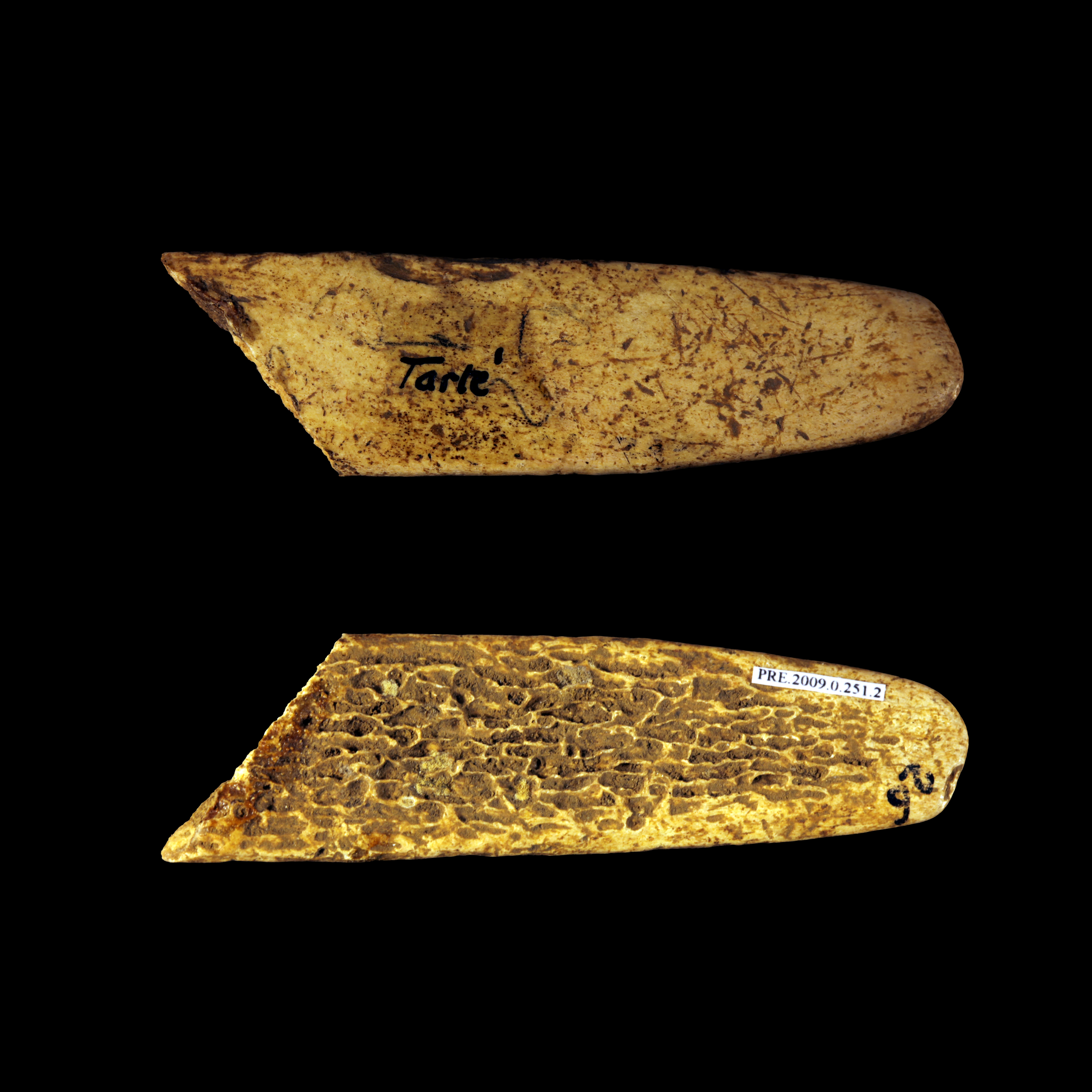
Glätter aus Hirschgeweih (66 × 19 × 6 mm, 7,5 g). Fund aus Tarté, Cassagne, Haute-Garonne, aus dem Gravettien (Muséum de Toulouse).

Der Glätter ist ein längliches Werkzeug aus Elfenbein, Geweih oder Knochen (Rippen), mit parallelen Kanten und einer konvexen Seite. Er ist oft verziert und hat ein abgerundetes Ende. 

## Beschreibung
Glätter wurden seit dem Altpaläolithikum zum Abhäuten bei der Fell- und Lederzubereitung eingesetzt. Sie treten besonders häufig im Jungpaläolithikum (Aurignacien) auf. Die ersten Glätter aus Knochenmaterial in Europa wurden noch vor Beginn des Jungpaläolithikums von Neandertalern entwickelt.

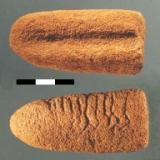
Pfeilschaftglätter aus rotem Sandstein der Federmesser-Gruppen, etwa 13.000 Jahre alt, 1981 in Niederbieber im Neuwieder Becken entdeckt. Das 71 × 34 × 22 mm große Stück trägt auf der Rückseite Gravuren.

Glätter fanden sich im Doppelgrab von Oberkassel. Pfeilschaftglätter wurden paarweise zum Schleifen von Holzschäften zur Verwendung als Pfeilschäfte verwendet und sind ein indirekter Hinweis auf den Gebrauch von Pfeil und Bogen als Jagdwaffen seit mindestens 13.000 Jahren. Die ungewöhnliche Dekoration mit stilisierten weiblichen Figuren vom Typ Gönnersdorf ist einer der seltenen Fälle künstlerischer Arbeit aus dieser Zeit.
Aus dem Neolithikum wurden Glätter seltener gefunden, Beispiele stammen aus der Kreisgrabenanlage von Friebritz. Im Spätneolithikum und in der Bronzezeit fanden sich so genannte Auflieger mit rundlicher und glatter Oberfläche, auf denen Häute mit einem flachrunden Glättstein behandelt wurden, der auch noch später zum Einsatz kam.

## Einzelbelege
1. ↑  Marie Soressi, Shannon P. McPherron, M. Lenoir, T. Dogandzic, P. Goldberg, Z. Jacobs, Y. Maigrot, N. L. Martisius, C. E. Miller, W. Rendu, M. Richards, M. M. Skinner, T. E. Steele, S. Talamo, J.-P. Texier: Neanderthals made the first specialized bone tools in Europe. In: Proceedings of the National Academy of Sciences. 110. Jahrgang, Nr. 35, 2013, S. 14186–90, doi:10.1073/pnas.1302730110, PMID 23940333 (pnas.org).